# Kurt Hummel
Kurt Elizabeth Hummel è un personaggio della serie televisiva Glee. interpretato da Chris Colfer.
Kurt è un ragazzo gay piuttosto esuberante, sempre attento alle ultime tendenze dettate dalla moda, difatti indossa spesso, nei suoi elegantissimi completi, giubbotti di Marc Jacobs, maglioni di Alexander McQueen, felpe di John Galliano e così via. Per questi motivi viene perennemente preso di mira dai giocatori di football, che quasi ogni mattina lo gettano nel cassonetto dell'immondizia e spesso gli gettano la granita addosso. Entrando nel glee club, Kurt spera di riuscire a mostrare le sue doti canore, e soprattutto di farsi accettare così come è.

## Biografia
Kurt Hummel è un ragazzo all'apparenza snob e sicuro di sé, ma in realtà è molto timido e nasconde una personalità conflittuale. Quando aveva solo otto anni, sua madre muore e lui resta solo con suo padre, Burt Hummel, che fa il meccanico. Con quest'ultimo il ragazzo ha uno splendido rapporto, ma Kurt pensa che suo padre vorrebbe un figlio diverso da quello che lui realmente è.
Kurt ama la musica, e così decide di iscriversi al Glee club, mostrando la sua voce da soprano durante le audizioni. Quando capisce che la sua compagna di corso, Mercedes Jones, ha preso una cotta per lui, Kurt confessa per la prima volta la sua omosessualità e la sua paura che suo padre lo venga a sapere. La ragazza ci rimane male, ma da quel momento tra i due si instaura un fortissimo rapporto di complicità e di amicizia.
Intanto, per non deludere il padre e per nascondere la sua sessualità, Kurt decide di entrare nella squadra di football come kicker, aiutando il coach Ken Tanaka a vincere la prima partita dopo una lunga serie di sconfitte.
Nonostante ciò, alla fine della partita, il ragazzo confessa al padre di essere gay. Burt, però, gli risponde che lo aveva già capito quando Kurt aveva solo tre anni, ma che lo amerà sempre perché è suo figlio.
Quando il professor Schuester propone di far cantare a Rachel Berry, Defying Gravity perché è un pezzo che si addice ad una voce femminile, Kurt ci rimane male e si sfoga con il padre, il quale raggiunge il professore chiedendo di dare una possibilità al figlio. William accetta e spiega che saranno gli altri membri del Glee club a decidere tra i due. Rachel sa che gli altri compagni preferiscono Kurt per simpatia e carattere, ma quest'ultimo intima agli amici di votare solo chi è il più talentuoso. Intanto, a casa, Burt Hummel riceve delle chiamate anonime che insultano Kurt per via della sua omosessualità. Così lui per non creare imbarazzo al padre, decide durante l'esibizione di sbagliare la nota finale, perdendo la possibilità di cantare la canzone.
Quando il professor Schuester mette in coppia Kurt e Finn Hudson per cantare una canzone, quest'ultimo è preoccupato che gli altri compagni di football lo additino come gay. Kurt è realmente innamorato di Finn, e spera di mettersi con lui una volta che il quarterback deciderà di rompere con Quinn Fabray. Kurt nota comunque che anche Rachel ha una cotta per Finn e decide di metterle i bastoni tra le ruote.
Intanto Kurt spinge suo padre e la mamma di Finn, Carol Hudson, a conoscersi in modo che il giovane gay possa avvicinarsi al quarterback . Finn inizialmente è contrario alla nuova relazione della madre con Burt Hummel, ma poi conoscendolo meglio, scopre di avere con lui molte cose in comune: parlano di cose tra uomini, guardano partite di basket insieme e tutto ciò crea gelosia e disagio in Kurt, perché capisce che Finn è il figlio che suo padre avrebbe sempre desiderato.
Il rapporto di Kurt con Finn non è facile: Carol Hudson infatti decide di trasferirsi dagli Hummel e i due ragazzi dovranno vivere insieme nella stessa stanza. Kurt non si capacita all'idea che Finn sia eterosessuale e quest'ultimo perde la pazienza insultandolo sotto gli occhi di Burt. Finn cerca di scusarsi con Burt e soprattutto con Kurt, il quale rifiuta ogni genere di chiarimento. Tuttavia, quando Finn salva Kurt vestito da Lady Gaga da alcuni bulli, il giovane ragazzo gay lo perdonerà e inizieranno da capo la loro amicizia.
Nella seconda stagione Kurt è continuamente preso di mira dai bulli della scuola in particolare da Dave Karofsky, e inizialmente soffre per la solitudine. Nel sesto episodio della serie, Kurt, spinto dagli altri maschi del coro, si intrufola nella Dalton Academy, dove ha sede uno dei cori avversari alle Nuove Direzioni, dove conosce Blaine Anderson, un ragazzo gay che da lì diventa una figura importante per Kurt. Su consiglio di Blaine, Kurt decide di affrontare Karofsky, il quale, dopo aver ricevuto una dose abbondante di rimproveri, bacia Kurt, che rimane scioccato sia dalla rivelazione sia dal gesto. Kurt però viene minacciato da Karofsky di morte per mantenere il segreto. Saputo questo, suo padre va su tutte le furie, facendo espellere Karofsky. Quando questi ritorna fra i corridoi in quanto il consiglio scolastico ha deciso che non c'erano testimoni, Kurt si trasferisce alla Dalton Academy con i soldi della luna di miele del padre. Di qui fra Kurt e Blaine si instaura un legame sempre più forte, accompagnato da "flirtosi duetti insieme", che non va però oltre l'amicizia. Kurt comincerà in seguito ad innamorarsi di Blaine, finché lui comincia a ricambiarlo quando Kurt, in preda al dolore per la perdita di Pavarotti, il canarino degli Usignoli, canta Blackbird dei Beatles ai Warblers . I due rimasti soli a parlare, si daranno finalmente il loro primo bacio, confirmando la loro relazione .
Quando Dave Karofsky, sotto consiglio di Santana si redime, fa tornare Kurt scusandosi per tutte le cose fatte e Kurt lo perdona.
Tornato al McKinley, Kurt si accorge che nessuno lo prende più in giro, e che effettivamente a nessuno sembra importi nulla del suo orientamento sessuale, nonostante non faccia certo segreto della sua relazione con Blaine.
Confortato dalla situazione decide di andare al ballo di fine anno (Junior Prom) accompagnato dal suo ragazzo, il quale è però molto dubbioso, in quanto anni prima, quando si era appena dichiarato, fu picchiato da alcuni bulli proprio in occasione di quella circostanza. La sua preoccupazione accresce quando Kurt gli mostra il completo, ispirato ad Alexander McQueen e al recente matrimonio reale, che sfoggerà al ballo: un kilt con una giacca corta provvista di borchie scintillanti.
Infatti l'ottimismo di Kurt svanisce quando, durante il ballo, il Preside Figgins annuncia, esitante , che la reginetta del ballo è proprio Kurt.
Profondamente umiliato e sentendosi aggredito da tutti quelli che lo avevano votato per prenderlo in giro, Kurt fugge dalla palestra.
Confortato da Blaine, capisce che non deve lasciarsi abbattere dal comportamento infantile dei suoi coetanei, perché non potranno mai portargli via il rapporto che ha con lui; così decide di tornare in palestra e farsi incoronare, pronunciando al microfono la frase "Beccati questo, Kate Middleton!", suscitando l'applauso e l'ammirazione prima del Glee Club e successivamente di tutta la scuola.
Kurt partecipa all'audizione per ottenere un assolo alle Nazionali così come Mercedes, Santana e Rachel, esibendosi nel brano Some People. Riceve immediatamente l'approvazione del prof Shuester ma incontra le accuse di Jesse riguardo al fatto che Kurt non sia all'altezza delle interpreti femminili del brano.
A New York, insieme all'amica Rachel, decide di andare a fare colazione davanti alla gioielleria Tiffany, come nel famoso film, e in seguito i due si intrufolano nel Gherswin Theatre, sede del musical più amato da Kurt, Wicked!, per duettare sulle note di For Good. Rientrato a Lima racconta le sue avventure nella grande mela a Blaine, che dichiara di amarlo, e Kurt, dopo un primo momento di sorpresa, afferma di ricambiare i suoi sentimenti. Nella terza stagione continua la sua relazione con Blaine, che nel frattempo si è trasferito per lui al McKinley, e prova ad entrare con Rachel alla NYADA. Lei viene presa, lui no. All'inizio della quarta si trova a Lima, in seguito si trasferisce con Rachel a New York, trova lavoro a Vogue.com però nella 4x09 viene finalmente preso alla NYADA grazie ad un provino a sorpresa ideato da Carmen Tibideux. Nella quinta stagione con una stupenda proposta, Blaine gli chiede di sposarlo e lui naturalmente accetta, ma purtroppo a causa di alcune paure proprio da parte Kurt, il matrimonio viene annullato, e i due rompono. Alcuni mesi dopo i due si rincontrano, e Kurt dopo essere uscito con vari ragazzi, vorrebbe tornare con Blaine , dopo essersi reso conto del suo errore, chiedendo al ragazzo di incontrarsi per parlare, quando si siedono al Lima Bean, Kurt dice al ragazzo , che gli dispiace e che sa di aver sbagliato, chiedendogli se c'è anche la più remota possibilità che possano tornare insieme, ma Blaine gli comunica che è già impegnato, il ragazzo è ovviamente deluso e rattristato, diventandolo ancora di più, dopo aver scoperto chi è il misterioso uomo, con cui Blaine sta uscendo, Dave Karofsky, proprio l'ex bullo che lo tormentava, a scuola . Il Ragazzo è molto triste, ma non si scoraggia e cerca di riconquistarlo,ma è tutto in utile, ormai l'ex Usignolo non è più suo . Passano alcuni mesi e Kurt sta cercando di andare avanti e di proseguire con la sua vita senza Blaine, cerca di vedere altre persone, ma il suo ex e sempre nella sua testa e nel suo cuore, poi durante uno dei tanti appuntamenti al buio, conosce Walter, un uomo molto più grande di lui, che è stato sposato per tanti anni con una donna, fino a quando non ha avuto, il coraggio di fare coming out e vivere la sua vita da omosessuale, i due cominciano ad uscire, ma tra i due si instaura, solo una bella amicizia . Nel frattempo si avvicina il matrimonio di Brittany e Santana, e grazie all'aiuto inaspettato di Sue Sylvester, che manomette l'ascensore e promette loro che potranno uscire, solo se i due si baceranno, e così i due seppur "costretti", si baciano riscoprendo il loro amore, mai finito . Entrambi i loro attuali partner se ne rendono conto, e li lasciano andare, così i due finalmente si ritrovano . Il matrimonio è arrivato e grazie a Sue, Brittany e perfino Santana, i due alla fine decidono di sposarsi, insieme alle due ragazze , alla fine della puntata la coach regala ai quattro ragazzi due lune di miele , per Kurt e Blaine una vacanza a Provincetown e così si conclude l'episodio. Nel finale della sesta stagione scopriamo che lui e Blaine sono diventati dei famosi attori e anche papà, di una bambina Tracy, tutto questo grazie a Rachel, che si offerta di fare loro da madre surrogato.

## Performance musicali
| Episodio                   | Titolo della canzone                                | Artista originale                          | Con |
| -------------------------- | --------------------------------------------------- | ------------------------------------------ | --- |
| Voci fuori dal coro        | Mr. Cellophane                                      | Chicago                                    | Solista |
| Voci fuori dal coro        | Sit Down, You're Rockin' the Boat                   | Guys and Dolls                             | Artie Abrams, Tina Cohen-Chang e Le Nuove Direzioni                                                                 |
| Musica su 2 ruote          | Defying Gravity                                     | Wicked                                     | Rachel Berry |
| Come Madonna               | 4 Minutes                                           | Madonna feat Justin Timberlake e Timbaland | Mercedes Jones |
| Come Madonna               | Like a Prayer                                       | Madonna                                    | Rachel Berry, Mercedes Jones, Finn Hudson, Jesse St.James                                                           |
| Casa                       | A House Is Not a Home                               | Dionne Warwick                             | Finn Hudson |
| Cattiva reputazione        | U Can't Touch This                                  | MC Hammer                                  | Artie Abrams, Mercedes Jones, Tina Cohen-Chang, Brittany Pierce                                                     |
| Senza voce                 | Pink Houses                                         | John Mellencamp                            | Solista |
| Senza voce                 | Rose's Turn                                         | Gypsy: A Musical Fable                     | Solista |
| Santo panino               | I Want to Hold Your Hand                            | The Beatles                                | Solista |
| Sfida a coppie             | Le Jazz Hot!                                        | Victor Victoria                            | Solista |
| Sfida a coppie             | Happy Days Are Here Again/Get Happy                 | Barbra Streisand e Judy Garland            | Rachel Berry |
| The Rocky Horror Glee Show | The Time Warp                                       | The Rocky Horror Picture Show              | Le Nuove Direzioni                                                                                                  |
| Nuove direzioni            | Don't Cry for Me Argentina                          | Evita                                      | Rachel Berry |
| Buon Natale                | Baby, It's Cold Outside                             | Frank Loesser                              | Blaine Anderson |
| Sexy                       | Animal                                              | Neon Trees                                 | Blaine Anderson e gli Usignoli                                                                                      |
| La nostra canzone          | Blackbird                                           | The Beatles                                | Usignoli |
| La nostra canzone          | Candles                                             | Hey Monday                                 | Blaine Anderson e gli Usignoli                                                                                      |
| Born This Way              | As If We Never Said Goodbye                         | Sunset Boulevard                           | Solista |
| Dirsi addio                | Some People                                         | Gypsy: A Musical Fable                     | Solista |
| New York                   | For Good                                            | Wicked                                     | Rachel Berry |
| Il pianoforte viola        | Ding-Dong! The Witch Is Dead                        | The Wizard of Oz                           | Rachel Berry |
| Sono un unicorno           | I'm the Greatest Star                               | Funny Girl                                 | Solista |
| Le elezioni                | Fuckin' Perfect                                     | Pink (cantante)                            | Blaine Anderson |
| Le elezioni                | Constant Craving                                    | K.d. Lang                                  | Santana Lopez, Shelby Corcoran                                                                                      |
| Crescere                   | ABC                                                 | Jackson 5                                  | Tina Cohen-Chang, Mike Chang                                                                                        |
| Uno straordinario Natale   | Let It Snow! Let It Snow! Let It Snow!              | Ella Fitzgerald                            | Blaine Anderson |
| Uno straordinario Natale   | My Favorite Things                                  | The Sound of Music                         | Rachel Berry, Blaine Anderson e Mercedes Jones                                                                      |
| Michael                    | Ben                                                 | Michael Jackson                            | Rachel Berry e Finn Hudson                                                                                          |
| Michael                    | Black or White                                      | Michael Jackson                            | Artie Abrams, Mercedes Jones e Rachel Berry                                                                         |
| Cuore                      | Love Shack                                          | The B-52's                                 | Blaine Anderson, Mercedes Jones, Rachel Berry e Brittany Pierce                                                     |
| Addio Whitney              | I Have Nothing                                      | Whitney Houston                            | Solista |
| L'occasione di una vita    | The Music of the Night                              | The Phantom of the Opera                   | Solista |
| L'occasione di una vita    | Not the Boy Next Door                               | The Boy from Oz                            | Solista |
| L'ultimo ballo             | Big Girls Don't Cry                                 | Fergie                                     | Rachel Berry e Blaine Anderson                                                                                      |
| Cambio di look             | The Way You Look Tonight/You're Never Fully Dressed | Annie / Frank Sinatra                      | Isabelle Wright e Rachel Berry                                                                                      |
| Fine di una storia         | The Scientist                                       | Coldplay                                   | Blaine Anderson, Rachel Berry, Finn Hudson, Santana Lopez, Brittany Pierce, Emma Pillsbury e Will Schuester         |
| Ringraziamento             | Let's Have a Kiki/Turkey Lurkey Time                | Scissor Sisters/Promises, Promises         | Rachel Berry e Isabelle Wright                                                                                      |
| Canto del cigno            | Being Alive                                         | Company                                    | Solista |
| Il miracolo di Natale      | White Christmas                                     | Irving Berlin                              | Blaine Anderson |
| Il miracolo di Natale      | Have Yourself a Merry Little Christmas              | Judy Garland                               | Blaine Anderson, Noah Puckerman, Finn Hudson e le Nuove Direzioni                                                   |
| Una vera diva              | Bring Him Home                                      | Les Misérables                             | Solista |
| Lo voglio                  | Just Can't Get Enough                               | Depeche Mode                               | Blaine Anderson |
| Lo voglio                  | We've Got Tonite                                    | Bob Seger                                  | Blaine Anderson, Finn Hudson, Rachel Berry, Quinn Fabray, Santana Lopez, Artie Abrams, Marley Rose e Jake Puckerman |
| Come nei film              | Come What May                                       | Moulin Rouge!                              | Blaine Anderson |
| Passioni segrete           | Mamma Mia                                           | ABBA                                       | Rachel Berry, Santana Lopez e le Nuove Direzioni                                                                    |
| Luci sul passato           | At The Ballet                                       | A Chorus Line                              | Rachel Berry, Santana Lopez e Isabelle Wright                                                                       |
| Wonder-ful                 | You Are the Sunshine of My Life                     | Stevie Wonder                              | Solista |